# 爪田ケ谷
爪田ケ谷（つめたがや）は、埼玉県白岡市の地名（大字）。郵便番号は349-0222（久喜郵便局管区）。
本項では同地域にかつて存在した南埼玉郡爪田ケ谷村（つめたがやむら）についても記す。

## 地理
白岡市東部に位置する。西・南で上野田・下野田、北で南埼玉郡宮代町西粂原・東粂原、東で同町逆井に接する。地区の中央を東西に姫宮落川が流れる。地内は北部が東武動物公園やその駐車場の用地に掛かっているほかは主に水田などの農地となっている。

### 河川
- 姫宮落川
- 高岩落川
- 笠原用水
- 百間用水

## 歴史

### 地名の由来
隅を意味する「ツマ」が「ツメ」に転じたことから。また、田植えをせず直播を行う「摘田」（つみた）が転じたことから。

### 沿革
- 幕末の時点では埼玉郡に属し、「旧高旧領取調帳」の記載によると明治初年時点では幕府領（大竹左馬太郎支配所）であった[4]。
- 1868年（慶応4年）6月19日（1868年8月7日） - 武蔵知県事・山田政則の管轄となる。
- 1869年（明治2年）
  - 1月10日（1869年2月20日） - 武蔵知県事・山田政則が宮原忠英に交代。
  - 1月13日（1869年2月23日） - 武蔵知県事・宮原忠英の管轄区域に大宮県を設置、同県の管轄となる。県庁は東京府馬喰町に置かれる。
  - 9月29日（1869年11月2日） - 県庁が浦和に置かれ浦和県に改称。
- 1871年（明治4年）11月13日（1871年12月24日） - 第1次府県統合により埼玉県の管轄となる。
- 1879年（明治12年）3月 - 前年に制定された郡区町村編制法の埼玉県での施行により南埼玉郡の所属となる。郡役所は岩槻町に設置。
- 1889年（明治22年）4月1日 - 町村制の施行に伴い爪田ケ谷村が単独で自治体を形成。後に日勝村となる9村で町村組合を結成。
- 1895年（明治27年）3月15日 - 町村組合を結成していた岡泉村・実ケ谷村・千駄野村・小久喜村・上野田村・下野田村・太田新井村・彦兵衛村と合併して日勝村が成立、その大字爪田ケ谷となる。自治体としては消滅。
- 1954年（昭和29年）9月1日 - 日勝村が篠津村および大山村の一部（大字下大崎、柴山、荒井新田）と合併して白岡町となり、その大字に継承。
- 2012年（平成24年）10月1日 - 白岡町が市制施行して白岡市となり、その大字となる。

## 世帯数と人口
2023年（令和5年）7月1日現在の世帯数と人口は以下の通りである。
| 大字     | 世帯数  | 人口  |
| -------- | ------- | ----- |
| 爪田ケ谷 | 158世帯 | 414人 |

## 小・中学校の学区
市立小・中学校に通う場合、学区は以下の通りとなる。
| 番地 | 小学校             | 中学校             |
| ---- | ------------------ | ------------------ |
| 全域 | 白岡市立菁莪小学校 | 白岡市立菁莪中学校 |

## 施設
- 東武動物公園（一部のみ）
  - 東武スーパープール[6]
- 白岡市立東ありの実館
- 爪田ケ谷集会所 - 諏訪神社境内に所在
- 愛宕神社
- 稲荷神社
- 諏訪神社
- 賀嶋稲荷大明神